# بلای جان (مجموعه تلویزیونی)
بلای جان به ترکی استانبولی(BaşBelası) یک سریال در ژانر عاشقانه، کمدی، اکشن و پلیسی محصول سال ۲۰۲۱ ترکیه به کارگردانی مورات اونول و نویسندگی گلسف کاراگوز، زافر اوزر چتینل، احمد اورجون اوکشار و مصراع رمضان دمیرلی است.
قسمت اول آن در ۲۰ ژوئن ۲۰۲۱ منتشر شد. ایرم هلواچی اوغلو و سچکین اوزدمیر نقش‌های اصلی این سریال را ایفا می‌کنند. این سریال در سیزده اپیزود در تاریخ ۱۰ سپتامبر سال ۲۰۲۱ از شبکه آ تی‌وی منتشر شد، به پایان رسید. این سریال در ماه مارس ۲۰۲۲ و نوروز ۱۴۰۱ با دوبله فارسی اختصاصی از پلتفرم نماوا منتشر شد و در ماه مه به پایان رسید.

## فیلمبرداری
تصویربرداری سریال در مناطق مختلف استانبول فیلمبرداری شده‌است.

## بازیگران و شخصیت‌ها
| بازیگران           | نقش                                       | ایپوزید |
| ------------------ | ----------------------------------------- | ------- |
| ایرم هلواچی اوغلو  | ایپک گوموشچو کارا                         | ۱–۱۳    |
| سچکین اوزدمیر      |                                           | ۱–۱۳    |
| دلارا آکسویک       | نازلی توزون (همسر بیرول، دوست صمیمی ایپک) | ۱–۱۳    |
| بولنت دوزگونوغلو   | مهمت یاغجی                                | ۱–۱۳    |
| نشه بایکنت         | پریهان آیدوگان (مادر ایپک)                | ۱–۱۳    |
| تانر روملی         | ینر ییلماز                                | ۱–۱۳    |
| ییلماز کونت        | دوروک آکایا                               | ۱–۱۳    |
| بوچه بوسه کاهرامان | نرمین کوشچو                               | ۱–۱۳    |
| مرت یاووزجان       | بیرول توزون (همسر نازلی توزون)            | ۱–۱۳    |
| ارگول میرای شاهین  | بتول گولمز                                | ۱–۱۳    |
| اوزگور جم توگلوک   | اوموت ارتک (امید در دوبله فارسی)          | ۱–۱۳    |
| ایوپ مرت ایلکیس    | گورکم گوموشچو                             | ۱–۱۳    |

## بررسی اجمالی
قسمت اول تا هفتم ساعت ۲۰ یکشنبه و از قسمت هشتم تا سیزدهم که پایانی است ساعت ۲۰ روز جمعه پخش شد.

## بخش‌ها و ایپوزیدها
| ایپوزید             | کارگردان    | سناریست                                                                | تاریخ انتشار    | رتبه‌بندی (مجموع) | رتبه کل (مجموع) | رتبه‌بندی (AB) | رتبه (AB) | رتبه‌بندی (ABC1) | دنباله (ABC1) |
| ------------------- | ----------- | ---------------------------------------------------------------------- | --------------- | ---------------- | --------------- | ------------- | --------- | --------------- | ------------- |
| ۱. ایپوزید          | مورات اونول | Gülsev Karagöz, Zafer Özer Çetinel, Ahmet Orçun Okşar, Ramazan Demirli | ۲۰ ژوئن ۲۰۲۱    | ۳٫۵۵             | ۳.              | ۳٫۰۷          | ۴.        | ۳٫۲۲            | ۴.            |
| ۲. ایپوزید          | مورات اونول | Gülsev Karagöz, Zafer Özer Çetinel, Ahmet Orçun Okşar, Ramazan Demirli | ۲۷ ژوئن ۲۰۲۱    | ۳٫۹۱             | ۳.              | ۳٫۳۵          | ۴.        | ۳٫۵۳            | ۵.            |
| ۳. ایپوزید          | مورات اونول | Gülsev Karagöz, Zafer Özer Çetinel, Ahmet Orçun Okşar, Ramazan Demirli | ۴ ژوئیه ۲۰۲۱    | ۳٫۱۰             | ۲.              | ۳٫۵۳          | ۲.        | ۲٫۷۹            | ۳.            |
| ۴. ایپوزید          | مورات اونول | Gülsev Karagöz, Zafer Özer Çetinel, Ahmet Orçun Okşar, Ramazan Demirli | ۱۱ ژوئیه ۲۰۲۱   | ۲٫۴۴             | ۳.              | ۲٫۸۲          | ۳.        | ۲٫۴۶            | ۴.            |
| ۵. ایپوزید          | مورات اونول | Gülsev Karagöz, Zafer Özer Çetinel, Ahmet Orçun Okşar, Ramazan Demirli | ۱۸ ژوئیه ۲۰۲۱   | ۲٫۰۳             | ۳.              | ۲٫۶۵          | ۲.        | ۲٫۱۶            | ۲.            |
| ۶. ایپوزید          | مورات اونول | Gülsev Karagöz, Zafer Özer Çetinel, Ahmet Orçun Okşar, Ramazan Demirli | ۲۵ ژوئیه ۲۰۲۱   | ۲٫۴۸             | ۲.              | ۲٫۴۷          | ۴.        | ۲٫۳۲            | ۴.            |
| ۷. ایپوزید          | مورات اونول | Gülsev Karagöz, Zafer Özer Çetinel, Ahmet Orçun Okşar, Ramazan Demirli | ۱ اوت ۲۰۲۱      | ۱٫۹۲             | ۵.              | ۲٫۵۲          | ۳.        | ۲٫۰۸            | ۴.            |
| ۸. ایپوزید          | مورات اونول | Gülsev Karagöz, Zafer Özer Çetinel, Ahmet Orçun Okşar, Ramazan Demirli | ۶ اوت ۲۰۲۱      | ۱٫۷۵             | ۶.              | ۲٫۰۳          | ۴.        | ۱٫۸۷            | ۵.            |
| ۹. ایپوزید          | مورات اونول | Gülsev Karagöz, Zafer Özer Çetinel, Ahmet Orçun Okşar, Ramazan Demirli | ۱۳ اوت ۲۰۲۱     | ۱٫۵۱             | ۹.              | ۱٫۶۳          | ۵.        | ۱٫۵۵            | ۶.            |
| ۱۰. ایپوزید         | مورات اونول | Gülsev Karagöz, Zafer Özer Çetinel, Ahmet Orçun Okşar, Ramazan Demirli | ۲۰ اوت ۲۰۲۱     | ۱٫۴۱             | ۹.              | ۱٫۴۷          | ۷.        | ۱٫۴۹            | ۸.            |
| ۱۱. ایپوزید         | مورات اونول | Gülsev Karagöz, Zafer Özer Çetinel, Ahmet Orçun Okşar, Ramazan Demirli | ۲۷ اوت ۲۰۲۱     | ۱٫۶۶             | ۷.              | ۱٫۶۵          | ۷.        | ۱٫۶۴            | ۸.            |
| ۱۲. ایپوزید         | مورات اونول | Gülsev Karagöz, Zafer Özer Çetinel, Ahmet Orçun Okşar, Ramazan Demirli | ۳ سپتامبر ۲۰۲۱  | ۱٫۷۱             | ۱۵.             | ۲٫۱۰          | ۱۰.       | ۱٫۵۲            | ۱۶.           |
| ۱۳. ایپوزید (فینال) | مورات اونول | Gülsev Karagöz, Zafer Özer Çetinel, Ahmet Orçun Okşar, Ramazan Demirli | ۱۰ سپتامبر ۲۰۲۱ | ۱٫۵۲             | ۱۷.             | ۱٫۶۵          | ۱۴.       | ۱٫۳۷            | ۱۸.           |